# Roger Waters The Wall Berlin
The Wall – Live in Berlin е запис на концерта по повод падането на Берлинската стена през 1990 г. В този концерт взимат участие редица музикални звезди сред които и „Скорпиънс“, Роджър Уотърс, Браян Адамс, Шиниъд О'Конър и др.
Концертът се състи в Берлин на „Потсдамер плац“ на 21 юли 1990 г. Основният автор и изпълнител е Роджър Уотърс, който събира тези изпълнители и заедно с него изпълняват почти всички песни от албума The Wall на „Пинк Флойд“ издаден през 1979 г. Роджър Уотърс е биш член на „Пинк Флойд“ и заради неразбирателства между него и Дейвид Гилмор останалите членове на английската група не вземат участие в този концерт. Темата на концерта е изцяло посветена на падналата вече Берлинска стена. В края на шоуто гигантска изкуствена стена е разрушена тухла по тухла на сцената. Музикантите от „Скорпиънс“ откриват концерта с песента In The Flesh. В концертът участват и хора и оркестъра на Съветската армия „Александър Александров“.

## Списък с изпълнителите и песните
1. Scorpions: In the Flesh
2. Ute Lemper & Roger Waters: The Thin Ice
3. Roger Waters: Another Brick In the Wall (part 1)
4. Joe Chemay/John Joyce/Stan Farber/Jim Haas/Roger Waters: The Happiest Days of Our Lives
5. Cyndi Lauper: Another Brick In the Wall (part 2)
6. Sinead O'Connor & The Band: Mother
7. Joni Mitchell: Goodbye Blue Sky
8. Bryan Adams & Roger Waters: Empty Spaces
9. Bryan Adams: Young Lust
10. Jerry Hall: Oh My God What A Fabulous Room
11. Roger Waters: One of My Turns/Don't Leave Me Now/Another Brick In the Wall (part 3)/Goodbye Cruel World
12. Paul Carrack: Hey You
13. The Rundfunk Orchestra & Choir: Is There Anybody Out There
14. Roger Waters: Nobody Home
15. Roger Waters & The Rundfunk Orchestra & Choir: Vera
16. The Rundfunk Orchestra & Choir & The Military Orchestra Of The Soviet Army: Bring the Boys Back Home
17. Van Morrison/Roger Waters & The Band: Comfortably Numb
18. Roger Waters/ The Bleeding Heart Band/The Rundfunk Orchestra & Choir & The Military Orchestra Of The Soviet Army: In The Flesh/# Run Like Hell/Waiting For the Worms & Stop
19. The Rundfunk Orchestra & Choir To The End/Tim Curry (Prosecutor)/Thomas Dolby (Teacher)/Ute Lemper (Wife)/Marianne Faithful (Mother)/Albert Finney (Judge): The Trial
20. The Company: Encore/The Tide Is Turning